# Xu Jingcheng

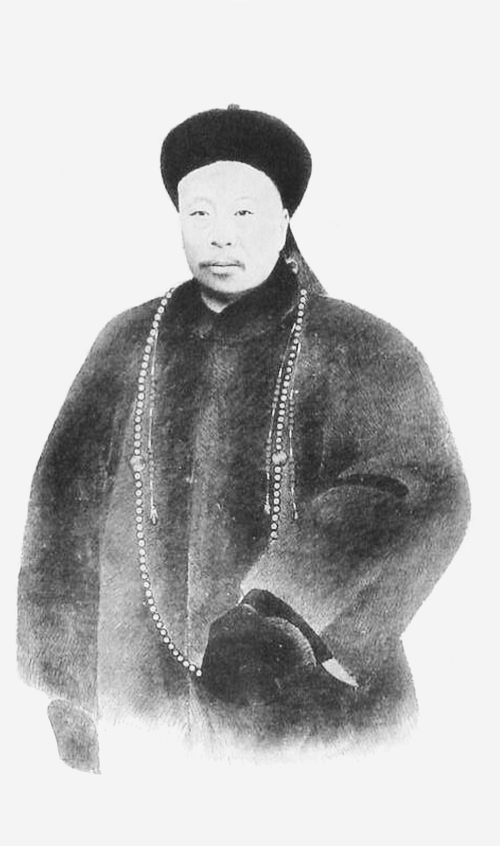
Xu Jingcheng

Xu Jingcheng (chinesisch 許景澄, Pinyin Xǔ Jǐngchéng, W.-G. Hsu Ching-cheng; * 1845; † Juli 1900) war ein kaiserlich chinesischer Diplomat und zuletzt Senior Vice President des Board of Civil Office.

## Leben
Xu war elf Jahre lang in den 1880/1890er Jahren als Gesandter im Rang eines Ministers in insgesamt acht Ländern eingesetzt, unter anderem in Frankreich, Deutschland, Italien (Vatikan 1886), Japan, Österreich und Russland (um 1893 in Sankt Petersburg). Während seiner diplomatischen Laufbahn war er an Verhandlungen im Zusammenhang mit dem Chinesisch-Französischen Krieg, dem Chinesisch-Japanischen Krieg (1894/1895) und bei der Lösung von Grenzproblemen zwischen Russland und dem Nordwesten sowie Nordosten des chinesischen Kaiserreichs beteiligt. In dieser Zeit kam Xu auch einmal im Jahr 1897 mit seiner Familie zur Kur nach Bad Kissingen.
In der Zeit vor dem Ausbruch des Boxeraufstands erkannte er aufgrund seiner persönlichen Auslandserfahrungen die große Lücke zwischen China und der westlichen Welt und plädierte für Reformen sowie für die Öffnung zum Westen. Xu war am Aufbau der Marine beteiligt und aufgrund seiner ausgezeichneten persönlichen Verbindungen nach Russland war er es, der für China den Vertrag mit Russland zum Bau der Ostchinesischen Eisenbahn unterzeichnete und anschließend der erste Präsident der neuen Bahngesellschaft wurde, obwohl diese auf chinesischem Territorium Eigentum Russlands war und auch überwiegend von russischen Managern geleitet wurde.
Die Inbetriebnahme dieser Bahn durfte Xu allerdings nicht mehr erleben. Denn sein weltoffenes Denken und seine Orientierung zum Westen wurden ihm schließlich in der Zeit des Boxeraufstands zum Verhängnis. Er wurde, nachdem er sich mehrfach und vehement gegen alle kriegerischen Attacken gegen die Ausländer ausgesprochen hatte, auf Befehl des kaiserlichen Gerichtshofs arrestiert, zum Tod verurteilt und im Juli 1900 zusammen mit vier anderen Ministern – Yuan Chang, Xu Yongyi, Li Shan und Lian Yuan – durch Vierteilung hingerichtet. Schon sieben Monate später wurde er durch das kaiserliche Edikt vom 13. Februar 1901 wieder vollständig rehabilitiert und vom chinesischen Gerichtshof sogar zum Märtyrer erklärt.